# Hortipes centralis
Hortipes centralis là một loài nhện trong họ Corinnidae.
Loài này thuộc chi Hortipes. Hortipes centralis được miêu tả năm 2000 bởi Bosselaers & Rudy Jocqué.